# قائمة السبائك المسماة
- سبيكة حديد مطاوع
- برونز
- الذهب الاصفر
- الفضة الألمانية
- بيوتر
- حديد زهر
- فولاذ
- فولاذ تنجستن
- ديورالومين
- المغناليوم
- معدن داو
- ستليت
- كربولوي
- سبيكة لحام القصدير
- سبيكة وود
- ألنيكو
- أشابة
- سبيكة فائقة
- سبيكة مركبة
- لحام فضة
- صلب المنجنيز

## اقرأ أيضا
- انزلاق موضعي في المعادن